# Spathuliger ebeninus
Spathuliger ebeninus är en skalbaggsart som beskrevs av Auguste Vinson 1963. Spathuliger ebeninus ingår i släktet Spathuliger och familjen långhorningar. Inga underarter finns listade i Catalogue of Life.